# Neopanorpa sheni
Neopanorpa sheni är en näbbsländeart som beskrevs av Hua och Chou 1997. Neopanorpa sheni ingår i släktet Neopanorpa och familjen skorpionsländor. Inga underarter finns listade i Catalogue of Life.